# Boulanger (entreprise)
Pour les articles homonymes, voir Boulanger (homonymie).
Boulanger est une entreprise française spécialisée dans le loisir, l'électronique grand public et l'électroménager, créée en 1954 par les frères artisans-commerçants Bernard et Gustave Boulanger.

## Historique

### De 1954 à 1975
L'entreprise est fondée à Lille, dans le Nord, par les frères Bernard et Gustave Boulanger, le premier magasin ouvre dans cette ville. Ils y développent une activité de service après vente.
Entre 1954 et 1963, les frères ouvrent trois nouveaux magasins et un entrepôt à Lille.
En 1974, Boulanger construit un entrepôt de 6 000 m2 à Lesquin, ouvre un magasin à Douai de 1 000 m2 et crée un espace libre-service et conseil pour le petit électroménager dans un magasin de Lille. L’entreprise compte alors 224 salariés.

### De 1975 à 1995
Le Groupe Mulliez entre dans le capital en 1983, puis prend le contrôle de la société en 1986.
En 1986, Boulanger commence à se développer à l'échelle nationale. Sous l'impulsion d'Auchan, les surfaces de vente s'agrandissent, passant de 1 000 à 2 000 m2, les magasins s'implantent en banlieue, de préférence sur un domaine foncier appartenant à Ceetrus, faisant jouer les synergies financières et commerciales du groupe Auchan.
L'expansion de Boulanger est freinée par une grande expansion de Darty, leader français du secteur, qui ouvre de nouveaux magasins dans les mêmes zones de chalandise que Boulanger. La nouvelle stratégie de la maison mère et la concurrence de Darty obligent Boulanger à fermer de nombreux magasins de la période pré-Auchan particulièrement en Rhône-Alpes et Nord-Pas-de-Calais.
En 1993, Boulanger s'associe avec quatorze industriels[Lesquels ?] dans l'objectif de réhabiliter les produits de fabrication française.

### De 1995 à 2015
En 1995, Boulanger lance l'actionnariat interne.
En 1997, l’enseigne crée sa fondation d'entreprise.
À partir de 1998 l'entreprise commence à se développer à l'échelle internationale, notamment par la création de plusieurs magasins en Espagne.
En 2005, Boulanger lance ses marques de distributeurs,  Essentiel B et  Listo (entrée de gamme).[pertinence contestée]
En 2006, grâce à la loi Borloo sur les sociétés de services à la personne, Boulanger lance B-dom', solution de prestation de service informatique à domicile. La vocation de cette nouvelle entité est de venir en aide aux particuliers dans leur vie numérique. De l'installation de leur matériel informatique au dépannage, en passant par la formation, les intervenants de B-dom' sont formés à la relation humaine et à la pédagogie. Cette activité se développe, et, en juillet 2009, B-dom' emploie 53 intervenants, pour la majorité issus de Boulanger, son projet étant de devenir l'un des acteurs majeurs dans le domaine de l'assistance informatique et Internet.
À partir de 2007, l’entreprise se lance dans la vente en ligne et développe son site de vente en ligne.
En 2009, Boulanger quitte le marché espagnol et cède ses magasins locaux au Portugais Worten.
En 2010, Boulanger lance un service de click and collect et crée le site Lokeo.fr (devenu Boulanger Location en 2019). Filiale du groupe Boulanger, le site propose un service de location pour les particuliers de matériels électroménagers et multimédias ; il est qualifié comme étant l'un « des pionniers en la matière ».
En 2011, après la vente de la filiale espagnole, il n'existe plus que 132 magasins Boulanger, tous localisés en France. Ce nombre augmente à la suite du rachat des 34 magasins Saturn français en juin 2011 à l'allemand Metro AG.

### De 2015 à aujourd’hui
Comme c'est le cas de la plupart des entreprises du groupe Mulliez, les magasins Boulanger sont essentiellement localisés en province[Passage à internationaliser] ou en banlieue[réf. nécessaire]. Néanmoins au début des années 2010, l'entreprise franchit le pas des centres-villes. En 2015, l'enseigne qui était jusqu'alors absente de la capitale ouvre un premier magasin à Paris dans le quartier Opéra, au 30 boulevard des Capucines. Il s'agit alors de son troisième magasin en centre-ville.
En 2016, à la suite de la fermeture ou du regroupement de certains anciens magasins Saturn, Boulanger ne possède plus que 125 points de ventes, en France.
En 2016, Boulanger noue un partenariat avec Cults pour développer le système Open Source « Happy 3D » d'impression 3D de ses pièces détachées pour réparer soi-même ses produits. Le partenariat permet à Boulanger de se placer dans une démarche de consommation responsable,.
En 2018, Boulanger compte 147 points de vente, dont 142 magasins et 5 comptoirs. Le chiffre d'affaires est estimé par le journal LSA à 2 milliards d'euros et l'effectif à 8 000 personnes. La même année, Boulanger réactualise son logo datant de 2004 avec des formes plus arrondies.
En juin 2019, Boulanger annonce l’arrivée de l'entreprise belge de distribution d'équipements électroniques Krëfel au sein du groupe HTM, ayant 74 magasins en Belgique et 11 au Luxembourg. La même année, elle signe avec Voltalia le premier contrat de vente directe d'électricité en France, pour une centrale solaire photovoltaïque qui doit ouvrir en 2022, et achète jusqu'à cette date de l'électricité 100% renouvelable à son fournisseur habituel.
En 2020, Boulanger fait l’acquisition de groupe Ex&Co, qui anime un réseau de 82 magasins sous enseignes Expert et Connexion, pour migrer progressivement vers la marque Boulanger en franchise.
En 2021, HTM-group qui regroupe les sociétés Boulanger, Électro dépôt, Krëfel et Hifi-international devient United.b group.
En septembre 2024, des données personnelles d'une partie de ses clients sont piratées et mises en vente sur BreachForums,.

## Filiales de Boulanger France
En 2020, Boulanger devient Boulanger France et compte plusieurs filiales autres que Boulanger : 
- Boulanger Customer Care[24] (anciennement Boulanger Business Services[25]) est une centrale d'appel. Depuis 2011, elle est la filiale qui joue le rôle ensemblier des offres et des compétences du groupe, qui veille à la mise en place d'une expérience client omnicanal à travers divers moyens de communication (email, téléphone, text messaging, chat, visio, etc.).
- Boulanger location a succédé, en 2019, à Lokéo, qui datait de 2010. Privilégiant l’usage à la propriété, Boulanger Location[26] est le service de location longue durée en électroménager et multimédia du groupe[27]. Plus de 80 % des produits sont reconditionnés en fin de location[28]
- B'Dom[29] est un service visant à installer, former et assurer la maintenance des produits multimédia qui a été lancé en 2006.
- Boulanger Production a été créée en 2005 sous le nom Sourcing & Création. La filiale source développe et conçoit des produits en électroménager et multimédia pour les marques propres des enseignes du groupe HTM telles que Boulanger et Electro Dépôt en France.
- Les 550 collaborateurs Solvaréa, filiale créée en 2013, dépannent, réparent et installent plus de 380 000 produits à l'année sur tout le territoire français. Les cinq centres de service après-vente sont tous agréés.
- Webdistrib[30] était le spécialiste de la vente en ligne de produit d'occasion et reconditionnés. Boulanger annonce, en juin 2019, la fermeture de Webdistrib après 17 années d'activité.
- Depuis 2020, l’activité Boulanger Pro est transférée sur Boulanger.

## Produits et services

### Activité
Boulanger est une enseigne appartenant à la catégorie des grandes surfaces spécialisées (GSS). Son activité repose sur la distribution de produits d’électroménager et de multimédia de marques internationales. Ces produits sont répartis en plusieurs familles produits : les petits appareils électroménagers, les gros appareils électroménagers, la micro-informatique, la communication, l’image et le son. En parallèle de la distribution de produits, l'entreprise commercialise une offre de services au travers de sa filiale B'Dom créée en 2006.

### Marques de distributeur
Depuis 2005, l'entreprise commercialise également des produits sous ses marques de distributeur.
Au total, 6 marques ont été créées par l’enseigne[source insuffisante] : 
- Listo : créée en 2005, Listo est la marque d’entrée de gamme de l’enseigne.

- Essentielb : également créée en 2005, la marque Essentielb propose des produits couvrant les univers du petit et gros électroménager, de l’image, du son et de la micro-informatique.
- Oglo# : la marque Oglo# a été créée en 2015 et est spécialisée dans l’univers du son.
- Miogo : créée en 2016, la marque Miogo propose des produits de petit électroménager culinaires.
- Skillkorp : Skillkorp est une marque de gaming créée en 2017 en collaboration avec Asus ROG.
- Adeqwat : créée en 2017, Adeqwat est une marque spécialisée dans les accessoires multimédias.

## Controverses

### Traitement des données personnelles
En février 2015, à la suite d’une plainte déposée par une cliente, la Commission nationale de l'informatique et des libertés (CNIL) effectue un contrôle dans un magasin de l’enseigne et recense, dans la base de données, 5 828 commentaires insultants à l’égard des clients. Le 23 juillet 2015, la CNIL met en demeure la société de ne plus enregistrer dans ses fichiers « des commentaires excessifs » sur ses clients. Elle pointe également un usage abusif des cookies sur sa page d’accueil et la longue conservation des données enregistrées (pouvant aller jusqu’à 15 ans). Le 25 juillet 2015, le groupe Boulanger présente « toutes ses excuses » pour des « commentaires inacceptables » dans un communiqué de presse et annonce la mise en place d’un audit interne pour trouver les auteurs de ces actes.
Le dossier de mise en demeure a été clos par la CNIL le 9 novembre 2015, la société s'étant depuis « intégralement mise en conformité » avec les demandes de cette dernière.

## Evolution du logo de la marque

Logo de Boulanger jusqu'en 2000
Logo de Boulanger de 2000 à janvier 2005
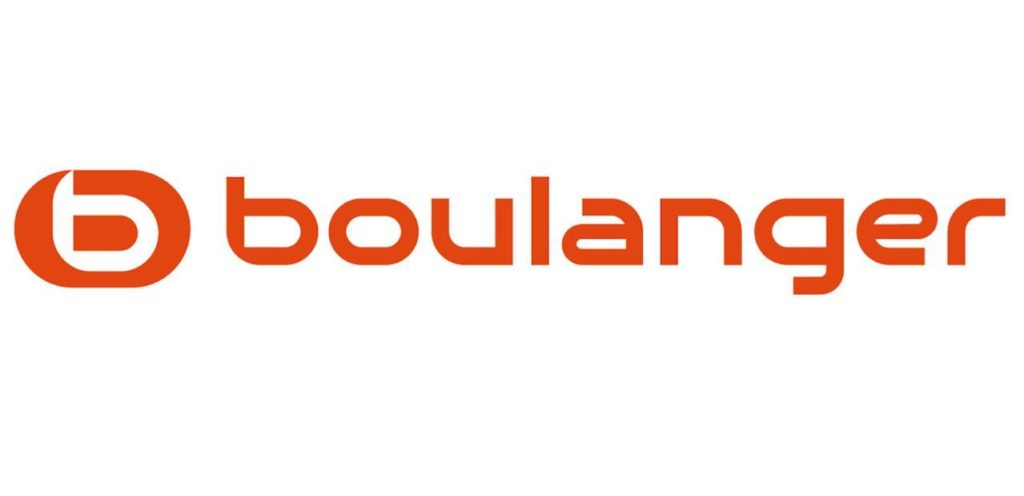
Logo de 2005 à 2018
Logo de Boulanger depuis 2018

## Capital
En 2010, l'entreprise HTM-group détient 88 % du capital de Boulanger et d'Electro Dépôt.
En 2020, 95 % des salariés du groupe HTM en sont actionnaires.
En 2021, HTM-group se restructure et devient United.b group. Le groupe détient Boulanger, Électro dépôt, Krëfel et Hifi-international. Il crée également l'entreprise Reconomia, spécialisée dans le recyclage de produits électroménager (PEM, MEM, GEM).
En 2022, United.b acquiert le groupe Recommerce. Cette acquisition est suivie par celle d'Environnement Recycling en 2023.